# Maria, Siquijor
Maria là một đô thị hạng 5 ở tỉnh Siquijor, Philippines. Theo điều tra dân số năm 2000, đô thị này có dân số 12.275 người trong 2.679 hộ.

## Barangay
Maria được chia thành 22 barangay.
| - Bogo - Bonga - Cabal-asan - Calunasan - Candaping A - Candaping B - Cantaroc A - Cantaroc B - Cantugbas - Lico-an - Lilo-an | - Looc - Logucan (Barangay Captain: Mr. Bangquiao) - Minalulan - Nabutay - Olang - Pisong A - Pisong B - Poblacion Norte - Poblacion Sur - Saguing - Sawang |